# ZNF365
ZNF365 (англ. Zinc finger protein 365) – білок, який кодується однойменним геном, розташованим у людей на короткому плечі 10-ї хромосоми. Довжина поліпептидного ланцюга білка становить 216 амінокислот, а молекулярна маса — 24 036.
| 10         |  | 20         |  | 30         |  | 40         |  | 50         |
| ---------- |  | ---------- |  | ---------- |  | ---------- |  | ---------- |
| MSALGQITIT |  | VSRCWNTERN |  | QTDKNPCLHG |  | AYLQLRETVK |  | NKSTHLKKPL |
| MKQAPPWKDH |  | LTFQPLHPAE |  | RKTQVWRWQS |  | GNSSDLETTS |  | SASPWPTGSN |
| RDVVLNTLAE |  | SCCGLSELIT |  | APPYAGVSIQ |  | GFSQIWVLFP |  | FCGGTFHHNE |
| KDVLGLQDFE |  | RESVSTSQSR |  | NISLLTLGQL |  | QNCVIGKLTI |  | IDLLTEHLLG |
| VRHGVICFPW |  | GLPSSS     |  |            |  |            |  |            |

A: Аланін

C: Цистеїн

D: Аспарагінова кислота

E: Глутамінова кислота

F: Фенілаланін

G: Гліцин

H: Гістидин

I: Ізолейцин

K: Лізин

L: Лейцин

M: Метіонін

N: Аспарагін

P: Пролін

Q: Глутамін

R: Аргінін

S: Серин

T: Треонін

V: Валін

W: Триптофан

Задіяний у такому біологічному процесі, як альтернативний сплайсинг. 